# Gripsholm
Gripsholm – renesansowy zamek w Szwecji nad jeziorem Melar, rezydencja królów szwedzkich. 
Pierwotna twierdza średniowieczna została zbudowana w 1380 przez Bo Jonssona Gripa i należała do jego rodziny aż do konfiskaty zamku przez króla Gustawa I Wazę w 1526. Ten dokonał gruntownej przebudowy budynku w stylu renesansowym. Do 1713 był rezydencją królewską. 

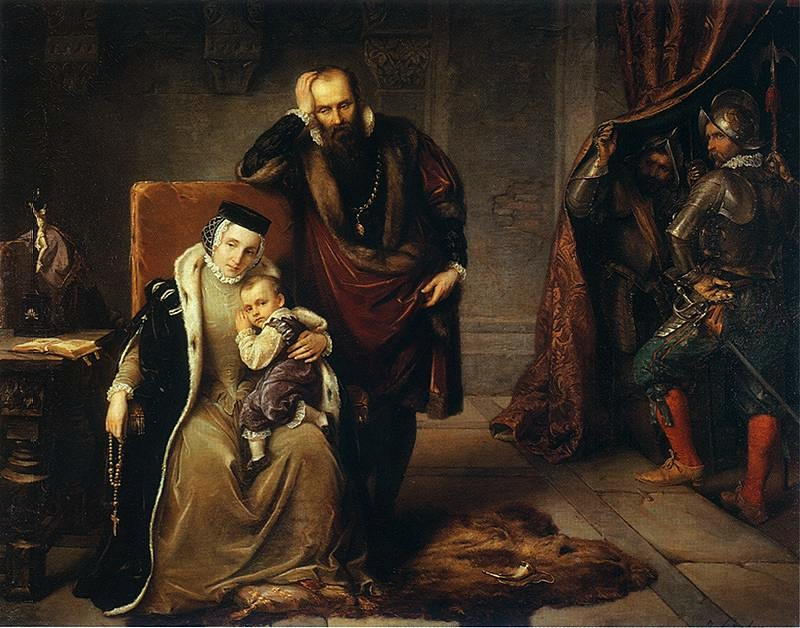
Katarzyna Jagiellonka z mężem i z synem Zygmuntem na zamku Gripsholm, obraz Józefa Simmlera

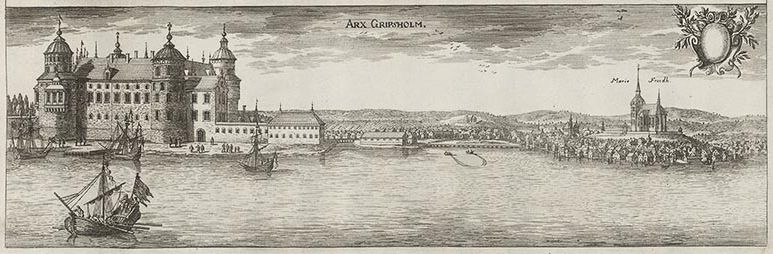
"Arx Gripsholm", ok. 1700, w Suecia Antiqua et Hodierna,

W latach 1563–1567 król Szwecji Eryk XIV Waza więził tu swojego przyrodniego brata,
księcia Finlandii Jana III Wazę i jego żonę Katarzynę Jagiellonkę. Tu 20 czerwca 1566 urodził się ich syn, późniejszy król Polski i Szwecji Zygmunt III Waza. W latach 1713–1773 zamek był więzieniem. W 1773 został wyremontowany przez króla Gustawa III. Kolejną restaurację zamek przeszedł w 1889–1894.

W zbiorach zamkowych znajdują się polskie zabytki zrabowane przez Szwedów podczas najazdów na Polskę. 